# 短期租約
短期租約，是出租房租約的一種，例如酒店、商場、地鋪、時租酒店等，租用期少於一個月。

## 商業考慮
除了長期租約「一年生約，一年死約」，租約期有選擇，在某些處景是雙赢的，例如一個商鋪，在兩個長期租約的交接期有三個星期的空檔，業主可以「短期租約」出租給第三者，避免浪費租金收入。 而有些租戶所賣的商品和服務近似游牧民族、小販等，不必店舖裝修投資的，例如賣小食咖哩魚丸、10元店、日用品、手機服務套餐等，也愛短期租約，創業試賣看當地人流是否歡迎該類商品。 成功者日後或會在該區長期租店經營。

## 地方法例
按某地方法例，住宅房間出租少於一個月，則算為經營酒店及賓館類，因為一個月以下短期租約出租房要向政府當局申請牌照，接受消防通道、酒店營業稅等的監管。

## 風險
出租房每每都有機會遇上租霸，短期租約也不例外。